# Burlington (Dakota Północna)
Burlington – miasto w Stanach Zjednoczonych, w stanie Dakota Północna, siedziba administracyjna hrabstwa Ward.